# Eoarthropleura
Eoarthropleura è un genere estinto di artropode arthropleuride vissuto tra il Siluriano superiore-Devoniano superiore, i cui fossili, principalmente frammenti di cuticole, sono stati ritrovati in Europa (Renania-Palatinato, Germania e Shropshire, Inghilterra) e in Nord America (New York, Stati Uniti e New Brunswick, Canada). È il primo membro noto di Arthropleuridea e il più antico animale terrestre conosciuto dal Nord America.